# Поляковы
Поляко́вы — дворянский род и купеческие династии.

## Купеческая династия
Железнодорожные подрядчики, предприниматели и банкиры.
Фамилию род получил на службе Оршанскому наместнику Иоахиму Хрептовичу. После раздела Речи Посполитой и вхождения Витебского воеводства в состав Российской империи, Поляковы сохранили права на винный откуп и лесоторговлю.
- Род Соломона Лазаревича Полякова (1813—1898):
  - Яков Соломонович (1832—1909) — финансист, предприниматель, банкир, тайный советник, генеральный консул Персии в Санкт-Петербурге
    - Лазарь Яковлевич (1852—1927)
      - Владимир Лазаревич
      - Виктор Лазаревич (1881—1906) — поэт.
      - Дмитрий Лазаревич

  - Самуил Соломонович (1837—1888) — концессионер и строитель железных дорог, благотворитель
    - Даниил Самуилович (1862—1917)

  - Лазарь Соломонович (1842—1914) — банкир, коммерции советник, еврейский общественный деятель
    - Александр Лазаревич
    - Илья Лазаревич (1870—1942) — российский спортсмен-конник.
    - Исаак Лазаревич
    - Дмитрий Лазаревич
    - Цита Лазаревна Берлин (Полякова)

Другая семья Поляковых — возможно, родственники указанной выше:
- Род Лазаря Полякова:
  - Иосиф Лазаревич (1873—1959) — русский и британский радиоинженер и физик, изобретатель в области звукового кино, фотоэлектронной автоматики, телефонной связи, слуховых аппаратов и пейджеров.
    - Александр Иосифович[англ.] (1910—1996) — британский инженер-электроншик, изобретатель и предприниматель.
      - сэр Мартин (род. 1947) — британский учёный-химик.
      - Стивен (род. 1952) — британский драматург, режиссёр и сценарист.

## Описание герба

#### Герб. Часть XVIII. № 28.
Герб действительного статского советника Лазаря Полякова: Щит четвертчастный. В первой и четвёртой лазуревых частях золотой лев с червлёными глазами и языком, держащий в лапах три серебряные стрелы. Во второй и третьей золотых частях червлёное крылатое колесо.
На щите дворянский коронованный шлем. Нашлемник: пять страусовых перьев, из коих среднее и крайние — лазуревые, второе и третье — золотые. Среднее перо обрамлено серебряной геометрической фигурой из двух соединенных треугольников. Намёт: лазурный с золотом. Девиз: «Бог моя помощь» золотыми буквами на лазурной ленте. Герб Лазаря Полякова внесён в Часть 18 Общего гербовника дворянских родов Всероссийской империи, стр. 28.

#### Герб. Часть XVIII. № 29.
Герб тайного советника Якова Полякова: описание герба полностью соответствует описанию герба Лазаря Полякова (см. выше).

## Дворянский род
В 1679 году драгунский капитан Поляков Степан являлся воеводой в Исетском остроге.

## Род старообрядцев
Основатель этого купеческого рода был Иван Кондратьевич Поляков, сначала вего лищь сторож на фабрике Елисея Морозова, а в конечном счете коммерческий партнер Викулы Морозова. Его сын Григорий известный орнитолог.